# سولفالو (لعبة فيديو)
سولفالو (بالإنجليزية: Solvalou)‏ (باليابانية: ソルバルウ) ، هي لعبة فيديو إلكترونية من نوع تصويب منظور الشخص الأول، صدرت شركة نامكو في الأسواق اليابانية فقط سنة 1991م، وتم إعادة الإصدار سنة 2009 في نفس السوق الياباني.

## وصلات خارجية
- سولفالو (لعبة فيديو) على موقع القائمة القاتلة لألعاب الفيديو
- سولفالو at the Arcade History database